# Коморников, Михаил Никитич
Михаил Никитич Коморников (2 сентября 1928 — 25 января 2002) — передовик советского сельского хозяйства, звеньевой совхоза «Омутинский» Омутинского района Тюменской области, Герой Социалистического Труда (1966).

## Биография
Родился в 1928 году в селе Большой Краснояр Омутинского района Уральской области, в семье русских крестьян. В детском возрасте лишился матери, а затем потерял отца на фронте. Остался сиротой и был взят в приёмную семью дяди. Завершил обучение в седьмом классе школы.
В 1942 году стал трудиться на сельской почте, в 1943 году его приняли в колхоз «Красная оборона». Сначала работал разнорабочим, а затем прицепщиком на тракторе. Работал самоотверженно и исполнительно. Награждён медалью за доблестный труд в годы войны.
В 1945 году прошёл обучение на курсах механизаторов и стал работать трактористом в Омутинской МТС. В 1948 году призван в ряды Советской Армии. Окончил школу авиационных специалистов, стал служить в авиационном отряде механиком. В 1951 году уволен со службы в запас.
Вернувшись на родину, трудоустроился в совхоз «Омутинский» трактористом фермы. Постоянно добивался высоких показателей в урожайности свёклы, картофеля, кукурузы. В своей работе Михаил Никитич постоянно уделял внимание совершенству и обучению новым технологиям. В 1965 году его звено скосило по 800 центнеров зелёной массы кукурузы с гектара и собрало по 100 центнеров картофеля с одного гектара в среднем. В 1966 году эти показатели стали ещё выше.
Указом Президиума Верховного Совета СССР от 23 июня 1966 года за достижение высоких показателей в производстве продукции сельского хозяйства Михаилу Никитичу Коморникову было присвоено звание Героя Социалистического Труда с вручением ордена Ленина и медали «Серп и Молот».
В 1971 году окончил партийную школу, стал трудиться освобождённым секретарём партийной организации совхоза «Омутинский». Член КПСС. В 1976 году стал работать главным агрономом совхоза. В 1988 году вышел на заслуженный отдых. Член исполкома Омутинского сельского Совета народных депутатов.
Проживал в районном центре Омутинское. Активно вёл общественную работу, занимался в районном Совете ветеранов.
Умер 25 января 2002 года. Похоронен в Омутинском.

## Награды
За трудовые успехи был удостоен:
- золотая звезда «Серп и Молот» (23.06.1966)
- орден Ленина (23.06.1966)
- Медаль «За доблестный труд в Великой Отечественной войне 1941—1945 гг.» (1946)
- Медаль «За освоение целинных земель» (1957)
- другие медали.